# Bokusatsu Tenshi Dokuro-chan
Bokusatsu Tenshi Dokuro-chan (撲殺天使ドクロちゃん, lit. "Dokurozinha, o anjo espancador") é um anime de humor negro no estilo ecchi escrito por Masaki Okayu e ilustrado por Torishimo. Centra-se em um adolescente e um anjo assassino vindo do futuro que constantemente o coloca em apuros e o mata violentamente e repetidamente com um porrete cravado, apenas para ressuscitar segundos depois. Os romances foram primeiro serializados na revista Dengeki hp publicada pela MediaWorks. Mais tarde, um mangá foi criado, escrito e ilustrado por Mitsuna Ouse e serializado em D6engeki Comic Gao!. Finalmente, uma versão anime foi adaptada e exibida no Japão entre março e setembro de 2005. Um segundo anime foi ao ar entre agosto e novembro de 2007.

## Enredo
Dokuro-chan conta a história de Sakura Kusakabe, um estudante do segundo grau que em algum momento do futuro virou pedófilo e ofendeu Deus ao criar uma tecnologia que faria as garotas pararem de envelhecer aos doze anos, dando-lhes a imortalidade. Por isso, é acusado de criar um "Mundo Pedófilo".
Por esse motivo, Deus envia seus anjos ao passado antes que Sakura faça isso. Dokuro Mitsukai, membro de uma ordem de anjos assassinos, chamada Rurutie, é enviada para matá-lo. Ela também tem o poder de ressuscitar os mortos. Acreditando que Sakura pode ser redimido, Dokuro sempre traz Sakura de volta a vida após matá-lo de forma impulsiva. Para aumentar a comédia, Sabato, outra assassina da ordem Rurutie que usa seus atributos femininos para completar suas missões, é enviada para completar a missão de Dokuro: o assassinato de Sakura.

## Personagens
- Sakura Kusakabe (日下部さくら, Kusakabe Sakura): É o protagonista principal da série. No futuro, ele criou uma tecnologia da imortalidade para criar um mundo de lolicons, e para impedir que isso aconteça, Deus manda a organização assassina Rurutie (ルルタイ, Rurutai) para ir ao passado na adolescência de Sakura e o matá-lo.
- Dokuro Mitsukai (水海ドクロ, Mitsukai Dokuro): A segunda protagonista da série. Uma anjo do sexo feminino que Deus mandou ao passado para matar Sakura Kusakabe com seu item mágico, Excaliborg (エスカリボグ, Esukaribogu), um bastão de ferro cheio de pinças agudas. Já matou Sakura diversas vezes, mas como demonstra um amor platônico por ele, sempre o ressuscita com seu poder. Gosta de Sakura, mesmo que isso contrarie as ordens de exterminá-lo da humanidade. É dublada por Saeko Chiba.
- Shizuki Minakami: É aluna da classe de Sakura e sua paixão secreta. Shizuki é meiga e comportada, e boa aluna. E também gosta muito de Sakura. Diferente do resto da turma que acha tudo normal, Shizuki ainda chega a questionar os ocorridos, mas se mantem neutra a tudo isso. Ela aparece para dar forças a Sakura, quando terminam as confusões provocadas pelos anjos do futuro. No último capítulo da série, Shizuki questiona se Sakura quer que as coisas continuem do jeito que estão ou se quer ter uma vida normal. Ela também gosta de Dokuro, e acha legal o fato de serem a única classe que tem uma anjo como colega.
- Sabato: É uma segunda anjo do futuro que foi enviada pela Rurutie para matar Sakura. Ela é quem explica para todos o porque Sakura deve morrer, usando seu corpo sensual para atrair Sakura para sua armadilha. Porém, falha e é obrigada a morar embaixo de uma ponte e também sair procurando comida. Sabato tem cabelos loiros encaracolados na ponta e usa chifres enrolados na cabeça, sem motivo aparente. Se veste com o uniforme da escola, e por uma cena em flashback de sua vida em baixo da ponte, teve sua calcinha roubada por um corvo. Também tem uma grande força física, e possivelmente Sabato tem acesso as mesmas magias de Dokuro, apesar de não demostrar nenhuma durante a série. Também tem uma estranha mania de se referir a ela mesma em 3° pessoa. Sua arma é o bastão hiper-eletrico Durandal, que pode matar baleias brancas em segundos. No final, decide ajudar Sakura só uma vez.
- Zansu: O único anjo masculino apresentado na série, e diferentes das anjos femininas é feio e esquisito. Usa um cabelo estilo moicano rosa, e roupas de couro, e um óculos escuro grande no rosto, além de brincos e piercigs. Zansu é o aliado de Dokuro na missão de proteger Sakura, agindo possivelmente como um agente duplo, passando informações da Rurutie para Dokuro. Tem gostos duvidosos e age de maneira estranha, possivelmente aprecia sadomasoquismo. Foi flagrado por Sakura nu e com uma vela acessa e um chicote em frente uma câmera fazendo não se sabe o que. Diferente também das anjos femininas, Zansu não apresenta nenhuma força física sobrenatural ou arma especial, sobrando apenas os defeitos. Apesar de tudo isso ele gosta de Dokuro e a protegeu de sua irmã o quanto aguentou.
- Zakuro Mitsukai: A última anjo do futuro na série. Ela se apresenta como a irmã mais nova de Dokuro e informa ter vindo busca-lá e leva-lá de volta para a Rurutie, pois Dokuro foi considerada uma traidora entre os anjos por proteger Sakura ao ínves de mata-ló, conforme as ordens de Deus. Apesar de ser mais alta que Dokuro, ela diz que tem apenas nove anos e tem medo de tomar banho sozinha, ainda necessitando do auxilio dos pais, depois de dizer isso Sakura apanha de todos meninos da classe, por ter a sorte de morar com uma menina bonita como Dokuro que tem uma irmã bonita como Zakuro, mas isso fica apenas subentendido. Zakuro se veste com uma roupa azul e branca como a de um general ou outra patente superior (o que demostra que apesar de ser mais nova, talvez ocupe uma patente acima da de Dokuro), um chapeu que lembra do de M.Bison de Street Fighter e um tapa-olho, por motivos desconhecidos. Demostra também ter uma força física enorme, rivalizando com Dokuro, e sua arma mágica a toalha molhada Escrilazax, que pode esticar, segurar pessoas, tem grande poder de ataque, e é atribuído um poder misterioso a ela que não foi concluído por Dokuro, algo sobre se for colocada sobre alguém enquanto essa pessoa esta dormindo. No final, atravessa o mar para procurar Dokuro, que fugiu da Rurutie, e acaba parando na Coreia do Norte. Na segunda temporada Zakuro começa a morar com Sakura.
- Babel: Aparece apenas no último episódio da segunda temporada, é a presidente do conselho de leis marciais da delegacia do futuro, Rurutie, e também é a mãe de Sabato, ela possui um cabelo grande azul e usa um quimono roxo, também possui chifres azulados, porém diferentes dos de Sabato, ela aparece para levar Sabato embora de volta para o futuro, porém no fim acaba deixando a filha junto de Sakura, Dokuro e Zakuro, pelo seu cargo na Rurutie presume-se que ela saiba mais de artes marciais que os outros anjos da série e tenha acesso a mais magias e também pode possuir uma força física maior, sua arma mágica é o Santuário da Prisão Selada Lurnelg, onde sua forma exterior é de uma gaiola roxa para por animais com grades trancadas por um cadeado, em seu interior é uma sala com apenas tijolos,dentro da sala existem 6 alavancas, cada uma ativa uma armadilha diferente: a primeira faz uma bacia cair (Dokuro a puxou acidentalmente e a bacia caiu em cima de Sakura), a segunda faz o teto descer e esmagar quem está dentro, a terceira abre um buraco na sala por onde sai água, possivelmente a água enche toda a sala até quem está la dentro se afogar, a quarta aparece uma anêmona gigante para atacar quem está lá (no animê quando a anêmona apareceu, devido ao fato de Sakura estar nu ela o prendeu e o fez cócegas, e supõe-se que ela tenha o estuprado pelo fa(c)to de ela virar de cabeça para baixo revelando sua bunda e quando ele aparece novamente tem um curativo na bunda), a quinta faz uma pequena bola de ferro aparecer, não se sabe o propósito da armadilha, e a sexta é um alçapão que aparece abaixo de quem baixou a alavanca(Dokuro e Sakura quase caíram do alçapão, se não fosse por Zakuro e a Excrlizax), também tem uma lenda que diz que um anjo conseguiu sair de dentro da Lurnelg (na verdade Zansu foi esse anjo), o único jeito de sair dela é arrancando um certo tijolo da parede e passar pelo estreito buraco (Zakuro sugeriu que Dokuro esquarteja-se Sakura e o passa-se parte por parte para o lado de fora e o ressuscita lá) ou então com as chaves que estão com Zansu.

## Anjos do futuro
Por suas características únicas, os Anjos do Futuro poderiam ser classificados como uma raça à parte dos humanos. São os servos de Deus e vivem num lugar chamado Rurutie, que também é mencionado ser algo como uma delegacia do futuro. Todos geralmente demonstram uma incrível força física, e beleza fora do comum, e uma auréola flutuando sobre a cabeça e também geralmente portam armas mágicas, e também tem acesso a magias. A única exceção a tudo isso é Zansu.
Outro traço peculiar é referente ao fato de tirar a auréola de suas cabeças. Quando isso ocorre o anjo sofre de diarreia explosiva, perdem as forças e não podem mais controlar suas ações perfeitamente até se aliviarem, ou recuperar a auréola. Porém, não é algo recomendável retirar a auréola de um anjo, pois elas cortam como uma Katana (espada japonesa) a mão de quem pegou. Essas características são as que sobressaem em Zanzu.

## Músicas
- Tema de abertura 1: Bokusatsu Tenshi Dokuro-chan, cantora: Chiba Saeko
- Tema de abertura 2: Bokusatsu Tenshi Dokuro-chan (2007), cantora: Chiba Saeko
- Tema de encerramento 1: Survive, cantora: Chiba Saeko
- Tema de encerramento 2: Bokusatsu Ondo de Dokuro-chan, cantora: Chiba Saeko